# Shakopee
Shakopee är administrativ huvudort i Scott County i delstaten Minnesota i USA. Enligt 2010 års folkräkning hade Shakopee 37 076 invånare.

## Kända personer från Shakopee
- Maurice Stans, USA:s handelsminister 1969–1972